# Batalla de la cresta de Vimy
La batalla de la cresta de Vimy fue parte de la batalla de Arrás en la región Norte-Paso de Calais de Francia, durante la Primera Guerra Mundial. Los principales combatientes fueron las cuatro divisiones del Cuerpo Canadiense en el Primer Ejército, contra tres divisiones del 6.º Ejército alemán. La batalla tuvo lugar del 9 al 12 de abril de 1917 al comienzo de la batalla de Arrás, el primer ataque de la Ofensiva de Nivelle, que tenía la intención de atraer reservas alemanas a los franceses, antes del intento francés de una ofensiva decisiva en Aisne y la cresta del Camino de las Damas más al sur, varios días después.
El Cuerpo Canadiense debía capturar el terreno elevado de la cresta de Vimy, un escarpe en el flanco norte del frente de Arrás, controlado por los alemanes. Esto protegería al Primer y al Tercer Ejército del fuego de enfilada alemán. Apoyado por un bombardeo progresivo, el Cuerpo Canadiense capturó la mayor parte de la cresta el primer día. El pueblo de Thélus cayó durante el segundo día, así como también la cima de la cresta, una vez que las fuerzas canadienses realizaran una bolsa contra una considerable resistencia alemana. El objetivo final, una loma fortificada en las afueras de la aldea de Givenchy-en-Gohelle, cayó en manos de los canadienses el 12 de abril. El 6.º Ejército luego se retiró a la línea Oppy-Méricourt.
Los historiadores atribuyen el éxito del Cuerpo Canadiense a la innovación técnica y táctica, la planificación meticulosa, el poderoso apoyo de artillería y el entrenamiento extenso, así como a la incapacidad del 6.º Ejército para aplicar correctamente la nueva doctrina defensiva alemana. La batalla fue la primera ocasión en la que las cuatro divisiones de la Fuerza Expedicionaria Canadiense lucharon juntas y se convirtió en un símbolo del logro y sacrificio nacional canadiense. Una porción de 100 ha del antiguo campo de batalla sirve como parque conmemorativo y sitio del Monumento conmemorativo nacional canadiense de Vimy.

## Antecedentes

### La cresta de Vimy en 1914-16

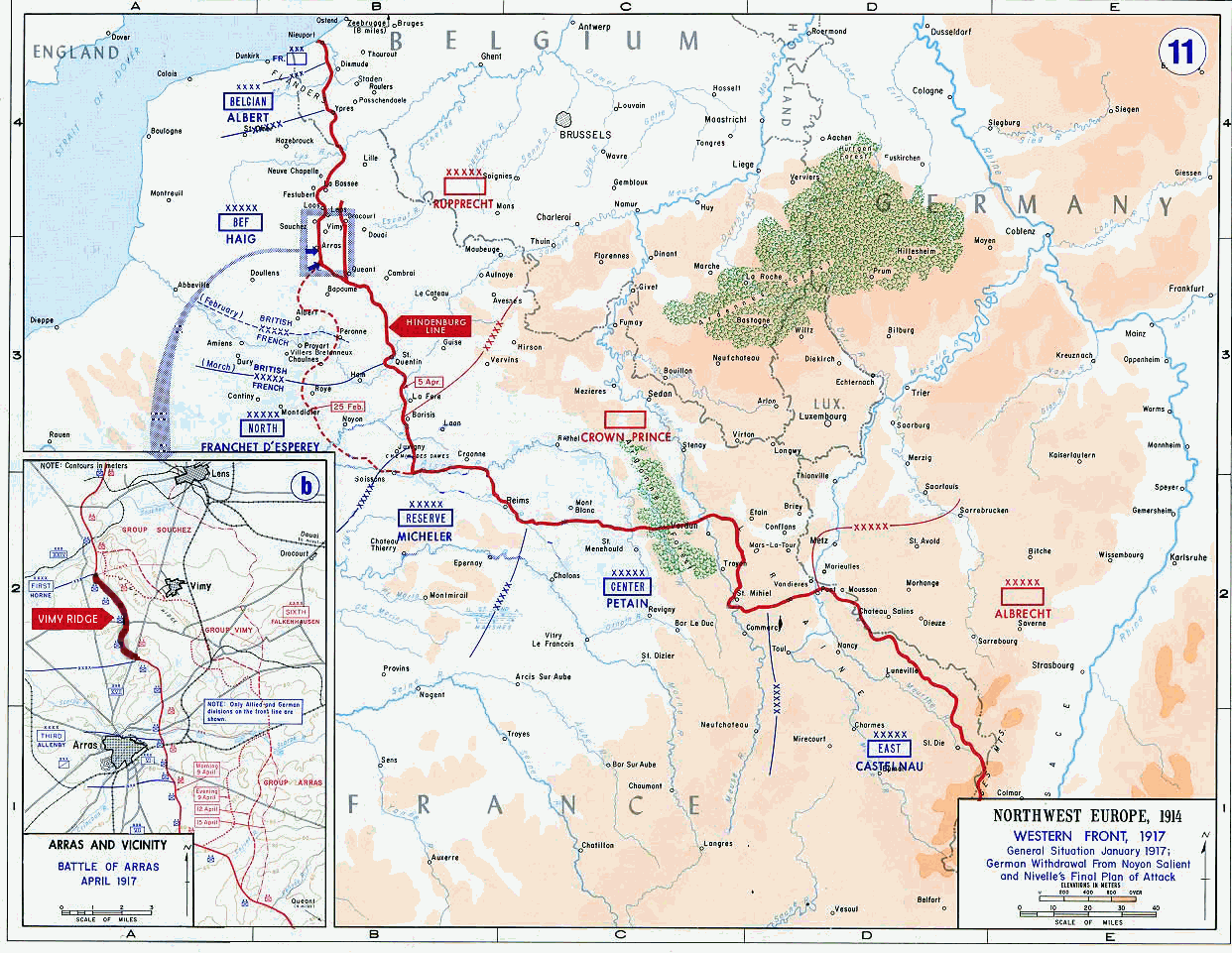
Ubicación de la batalla de la cresta de Vimy.

La cresta de Vimy es un escarpe de 8 km ubicado al noreste de Arrás en el borde occidental de la llanura de Douai. La cresta se eleva gradualmente en su lado occidental y desciende más rápidamente en el lado este. Aproximadamente a 7 km de longitud y culminando a una altura de 145 m o 60 m sobre la llanura de Douai, la cresta ofrece una vista natural sin obstáculos de decenas de kilómetros en todas direcciones. La cresta cayó bajo control alemán en octubre de 1914 durante la carrera al mar cuando las fuerzas franco-británicas y alemanas intentaron continuamente flanquearse entre sí a través del noreste de Francia. El Décimo Ejército francés intentó desalojar a los alemanes de la región durante la segunda batalla de Artois en mayo de 1915 atacando sus posiciones en la cresta de Vimy y Notre Dame de Lorette. La Primera División Marroquí francesa logró capturar brevemente la altura de la cresta, pero no pudo mantenerla debido a la falta de refuerzos. Los franceses hicieron otro intento durante la tercera batalla de Artois en septiembre de 1915, pero solo capturaron el pueblo de Souchez en la base occidental de la cresta. El sector de Vimy se calmó después de la ofensiva con ambos lados adoptando un enfoque en gran medida de vive y deja vivir. Los franceses sufrieron aproximadamente 150 000 bajas en sus intentos de hacerse con el control de la cresta de Vimy y el territorio circundante.

### 1916-17
El XVII Cuerpo de Ejército británico, a cargo del teniente general Julian Byng, relevó al Décimo Ejército francés en el sector en febrero de 1916, permitiendo a los franceses expandir sus operaciones en Verdún. Los británicos pronto descubrieron que las compañías de túneles alemanas se habían aprovechado de la relativa calma en la superficie para construir una extensa red de túneles y minas profundas desde las cuales atacarían posiciones francesas mediante la activación de cargas explosivas debajo de sus trincheras. Los Ingenieros Reales desplegaron inmediatamente compañías especializadas en la construcción de túneles a lo largo del frente para combatir las operaciones mineras alemanas. En respuesta al aumento de la agresión minera británica, la artillería alemana y el fuego de mortero de trinchera se intensificó a principios de mayo de 1916. El 21 de mayo de 1916, después de bombardear tanto las trincheras de avanzada como las posiciones de artillería divisional de ochenta baterías ocultas en la ladera inversa de la cresta, la infantería alemana comenzó Unternehmen Schleswig Holstein, un ataque contra las líneas británicas a lo largo de un frente de 1800 m para expulsarlos de las posiciones a lo largo de la cresta. Los alemanes capturaron varios túneles y cráteres de minas controlados por los británicos antes de detener su avance y excavar. Pequeños contraataques de unidades de las 140.º y 141.º Brigada tuvieron lugar el 22 de mayo, pero no lograron cambiar la situación. El Cuerpo Canadiense relevó al IV Cuerpo a lo largo de las laderas occidentales de la cresta de Vimy en octubre de 1916.

## Preludio

### Planificación estratégica

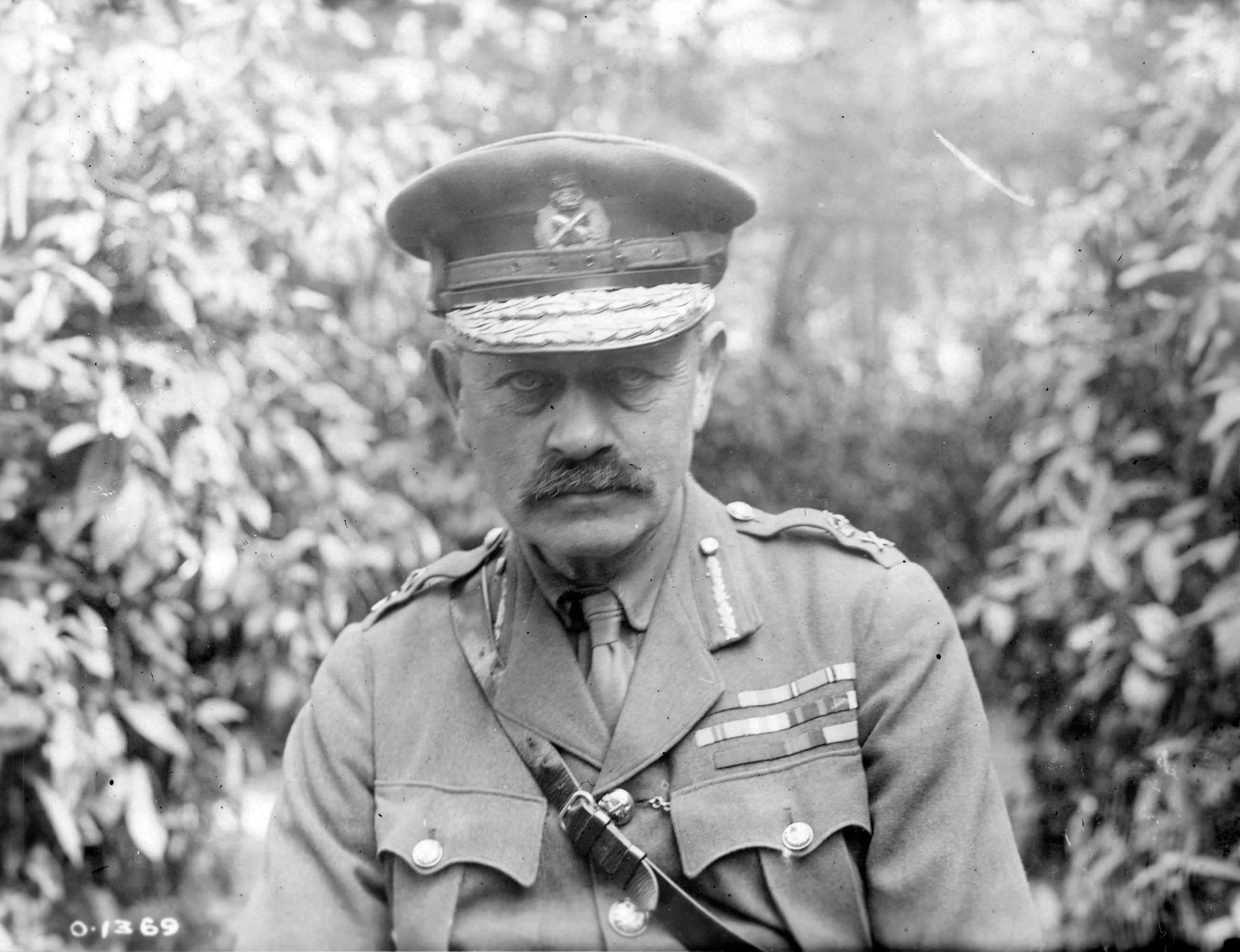
Byng durante la batalla.

El 28 de mayo de 1916, Byng tomó el mando del Cuerpo Canadiense de manos del teniente general Edwin Alderson. Comenzaron las discusiones formales para una ofensiva de primavera cerca de Arrás, luego de una conferencia de comandantes de diversos cuerpos celebrada en el cuartel general del Primer Ejército el 21 de noviembre de 1916. En marzo de 1917, el cuartel general del Primer Ejército presentó formalmente a Byng órdenes que describían a la cresta de Vimy como el objetivo del Cuerpo Canadiense para la Ofensiva de Arrás. Un plan de asalto formal, adoptado a principios de marzo de 1917, se basó en gran medida en las sesiones informativas de los oficiales de Estado Mayor enviados para aprender de las experiencias del ejército francés durante la batalla de Verdún. Por primera vez, las cuatro divisiones canadienses lucharían juntas. La naturaleza y el tamaño del ataque necesitaron más recursos de los que poseía el Cuerpo Canadiense, por lo que la 5.º División británica, y unidades de artillería, ingenieros y trabajadores se unieron al cuerpo, lo que elevó la fuerza nominal a unos 170 000 hombres, de los cuales 97 184 eran canadienses.

### Plan táctico
En enero de 1917, tres oficiales del Cuerpo Canadiense acompañaron a otros oficiales británicos y del Dominio que asistieron a una serie de conferencias organizadas por el ejército francés sobre sus experiencias durante la batalla de Verdún. La contraofensiva francesa ideada por el general Robert Nivelle había sido uno de varios éxitos aliados en 1916. Después de un extenso ensayo, ocho divisiones francesas habían asaltado posiciones alemanas en dos oleadas a lo largo de un frente de 9,7 km. Con el apoyo de una artillería extremadamente fuerte, los franceses habían recuperado el terreno perdido e infligido muchas bajas en cinco divisiones alemanas.

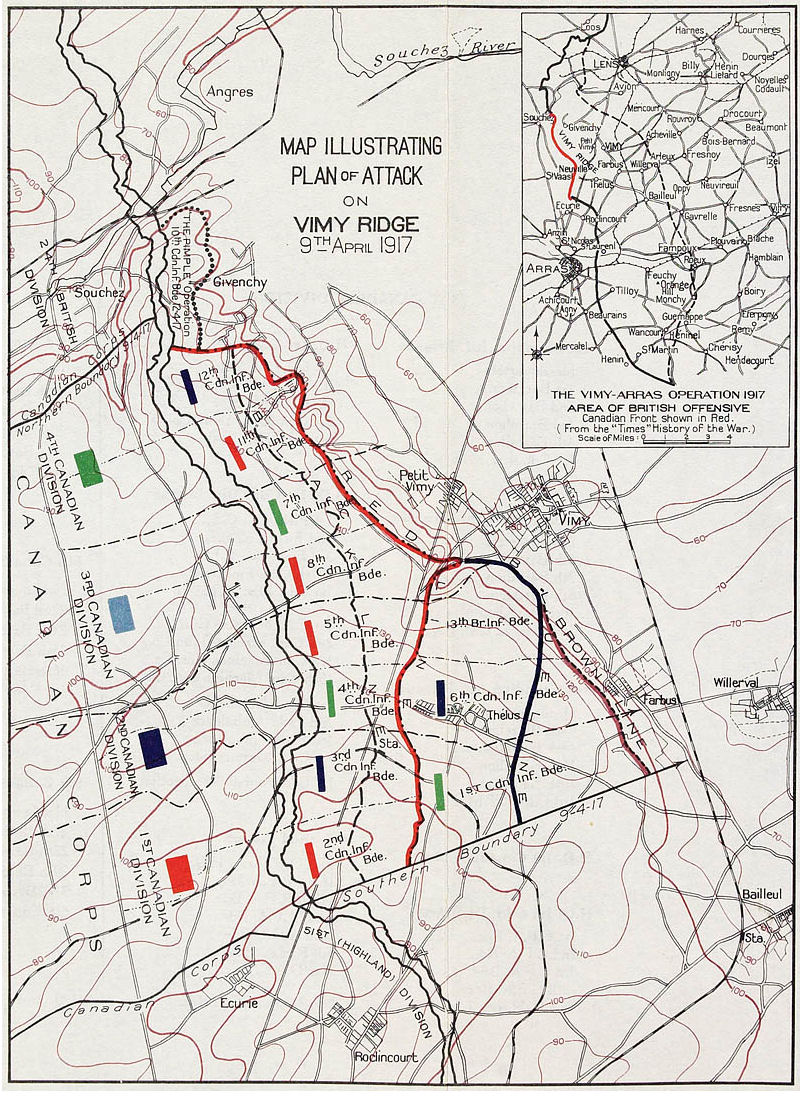
El plan de ataque del Cuerpo Canadiense que describe las cuatro líneas de objetivos de colores: negro, rojo, azul y marrón.

A su regreso de las conferencias, los oficiales de Estado Mayor del Cuerpo Canadiense realizaron un análisis táctico de la batalla de Verdún y dieron una serie de conferencias a nivel de cuerpo y división para promover la primacía de la artillería y enfatizar la importancia del fuego de hostigamiento y la flexibilidad de la compañía y el pelotón. El informe del comandante de la 1.º División Canadiense Arthur Currie destacó las lecciones que él creía que el Cuerpo Canadiense podría aprender de las experiencias de los franceses. El plan final para el asalto a la cresta de Vimy se basó en gran medida en la experiencia y el análisis táctico de los oficiales que asistieron a las conferencias sobre Verdún. El comandante del Primer Ejército británico, el general Henry Horne, aprobó el plan el 5 de marzo de 1917.
El plan dividió el avance del Cuerpo Canadiense en cuatro líneas de objetivos de colores. El ataque se realizaría en un frente de 6400 m, con su centro frente al pueblo de Vimy, al este de la cresta. El primer objetivo, representado por la Línea Negra, era apoderarse de la línea defensiva delantera alemana. El objetivo final del flanco norte era la Línea Roja: tomar el punto más alto de la cresta, el montículo fortificado, la granja Folie, la trinchera Zwischen-Stellung y la aldea de Les Tilleuls. Las dos divisiones del sur iban a lograr dos objetivos adicionales: la Línea Azul que abarcaba el pueblo de Thélus y los bosques fuera del pueblo de Vimy y la Línea Marrón, que tenía como objetivo capturar la trinchera Zwölfer-Graben y la segunda línea alemana. La infantería avanzaría de cerca detrás de un ataque de artillería realizado por cañones de campo ligero, avanzando en incrementos cronometrados de 90 m. Los obuses medianos y pesados establecerían una serie de bombardeos permanentes más adelante de la infantería contra sistemas defensivos conocidos.
El plan requería que las unidades se atravesaran unas sobre otras, a medida que avanzaba el avance, para mantener el impulso durante el ataque. La ola inicial capturaría y consolidaría la Línea Negra y luego avanzaría hacia la Línea Roja. El bombardeo se detendría, para permitir que las unidades de reserva se movieran hacia adelante y luego avanzaran con las unidades más allá de la Línea Roja hacia la Línea Azul. Una vez que el cuerpo asegurara la Línea Azul, las unidades que avanzaban se atravesarían una vez más a las establecidas para capturar la Línea Marrón. Realizado correctamente, el plan dejaría a las fuerzas alemanas con poco tiempo para salir de la seguridad de sus refugios profundos y defender sus posiciones contra el avance de la infantería. Si el cuerpo mantenía su horario, las tropas avanzarían hasta 3700 m y tendrían la mayor parte de la cresta bajo control a la 13.00 h del primer día.

### Defensas alemanas

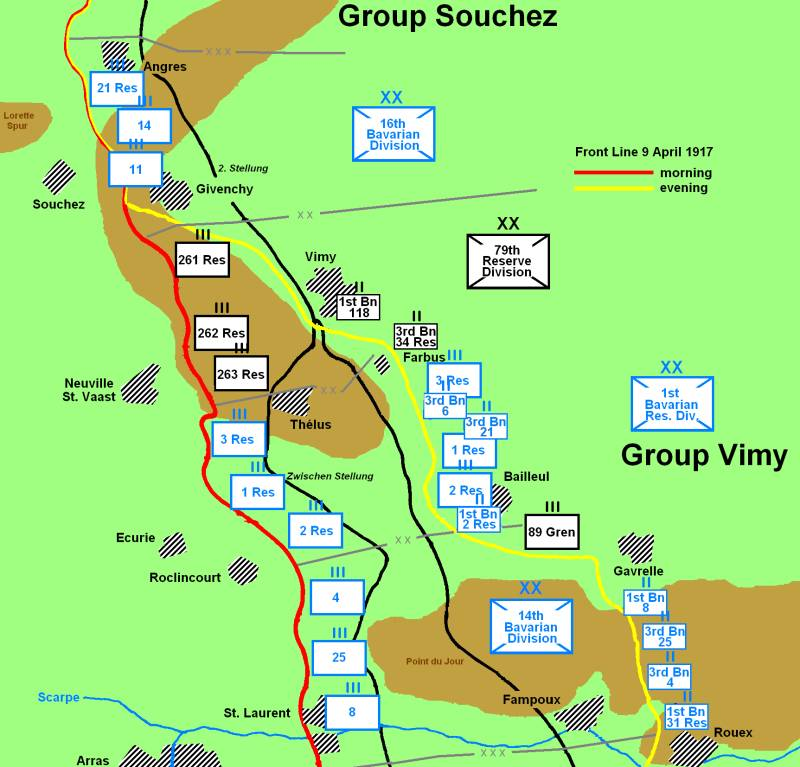
Disposiciones alemanas en la cresta de Vimy durante el primer día de la batalla.

La experiencia de la batalla del Somme llevó al comando alemán a concluir que la política de defender rígidamente una línea de posición de trinchera ya no era efectiva contra la potencia de fuego que habían acumulado los ejércitos de la Entente. Ludendorff publicó una nueva doctrina defensiva en diciembre de 1916, en la que se construirían defensas más profundas, dentro de las cuales la guarnición tendría espacio para maniobrar, en lugar de mantener rígidamente sucesivas líneas de trincheras. A lo largo de la cresta de Vimy, las fuerzas alemanas pasaron dos años construyendo fortificaciones diseñadas para una defensa rígida. Para abril de 1917 se había logrado poca reconstrucción basada en la nueva doctrina de defensa en profundidad porque el terreno lo hacía impracticable.
La topografía del campo de batalla de Vimy hizo que la defensa en profundidad fuera difícil de realizar. La cresta tenía 700 m de ancho en su punto más estrecho, con una caída pronunciada en el lado este, lo que eliminaba la posibilidad de contraataques si era capturada. Los alemanes estaban preocupados por la debilidad inherente de las defensas de la cresta de Vimy. El esquema defensivo alemán era mantener una defensa de primera línea con suficiente fuerza para defenderse de un asalto inicial y hacer avanzar las reservas operativas, antes de que el enemigo pudiera consolidar sus ganancias o invadir las posiciones alemanas restantes. Como resultado, la defensa alemana en la cresta de Vimy se basó en gran medida en ametralladoras, que actuaron como multiplicadores de fuerza para la infantería defensora.
Tres divisiones de línea, que comprenden siete regimientos de infantería, fueron responsables de la defensa inmediata de la cresta. La fuerza en el papel de cada división era de aproximadamente 15 000 hombres, pero su fuerza real era significativamente menor. En 1917, una compañía de fusileros alemana de fuerza completa estaba formada por 264 hombres, pero en la cresta de Vimy, cada compañía de fusileros tenía aproximadamente 150 hombres. Cada regimiento alemán tenía una zona de aproximadamente 1000 m de ancho hasta el área de retaguardia. Cuando el Cuerpo Canadiense atacó, cada compañía alemana se enfrentó a dos o más batallones de aproximadamente 1000 hombres cada uno. Las divisiones de reserva se mantuvieron a unos 24 km atrás en lugar de reunirse cerca de la segunda línea de acuerdo con la teoría de la defensa en profundidad.

### Artillería
Las formaciones de artillería divisional del Cuerpo Canadiense, con un total de ocho brigadas de artillería de campaña y dos grupos de artillería pesada, eran insuficientes para la tarea en cuestión y, en consecuencia, se reforzaron con formaciones externas.